# Baranof (rivière)
Pour les articles homonymes, voir Baranof.

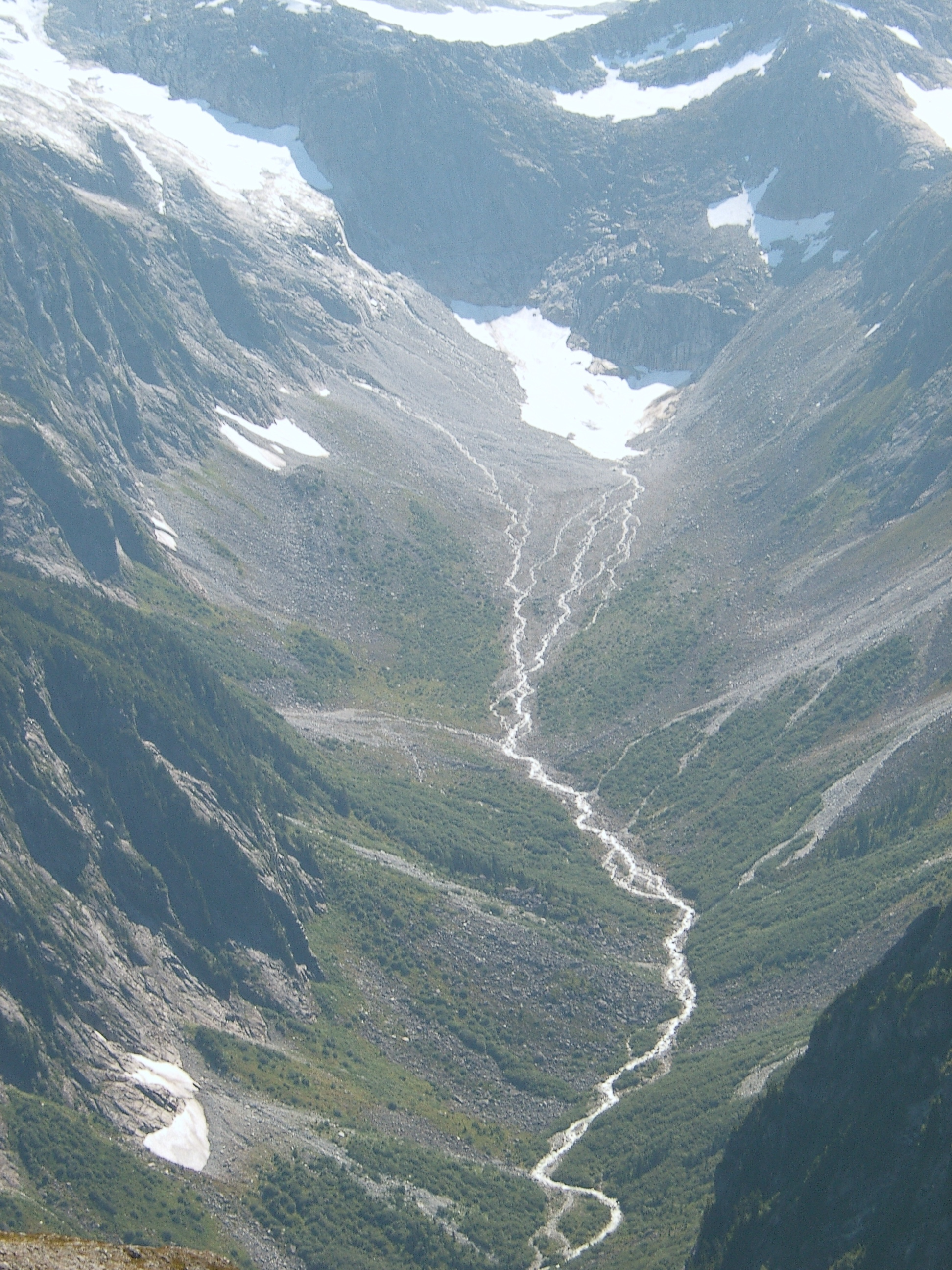
La source de la rivière Baranof

La rivière Baranof est un cours d'eau d'Alaska, aux États-Unis, située à l'extrémité est de l'Île Baranof, dans l'Archipel Alexandre du Passage Intérieur, Borough de Sitka.
C'est une rivière glaciaire, qui passe au travers du Baranof Lake et se jette dans la Warm Spring Bay. C'est une des rivières de l'Île Baranof qui a le plus grand débit. Son nom lui vient d'Alexandre Baranov, le premier gouverneur de la Compagnie russe d'Amérique.